# Serie A1 2021-2022 (pallavolo)
La Serie A1 2021-2022, 77ª edizione della massima serie del campionato italiano di pallavolo femminile, si è svolta dal 9 ottobre 2021 al 10 maggio 2022: al torneo hanno partecipato quattordici squadre di club italiane e la vittoria finale è andata per la quinta volta, la quarta consecutiva, all'Imoco.

## Regolamento

### Formula
La formula ha previsto:
- Regular season, disputata con girone all'italiana, con gare di andata e ritorno, per un totale di ventisei giornate: le prime otto classificate hanno acceduto ai play-off scudetto, mentre le ultime due classificate sono retrocesse in Serie A2.
- Play-off scudetto, disputati con:
  - Quarti di finale e semifinali, giocate al meglio di due vittorie su tre gare.
  - Finale, giocata al meglio di tre vittorie su cinque gare[2].

### Criteri di classifica
Se il risultato finale è stato di 3-0 o 3-1 sono stati assegnati 3 punti alla squadra vincente e 0 a quella sconfitta, se il risultato finale è stato di 3-2 sono stati assegnati 2 punti alla squadra vincente e 1 a quella sconfitta.
L'ordine del posizionamento in classifica è stato definito in base a:
- Punti;
- Numero di partite vinte;
- Ratio dei set vinti/persi;
- Ratio dei punti realizzati/subiti.

## Squadre partecipanti
Le squadre neopromosse dalla Serie A2 sono state il Roma Club, vincitore della pool promozione, e la Megavolley, vincitrice dei play-off promozione.
Delle squadre aventi il diritto di partecipazione:
- Il Bergamo ha ceduto il titolo sportivo al Bergamo 1991, il quale è stato ammesso in Serie A1.

| Club                  | Stagione | Città                       | Impianto               | Stagione precedente                                                                |
| --------------------- | -------- | --------------------------- | ---------------------- | ---------------------------------------------------------------------------------- |
| AGIL                  | dettagli | Novara                      | PalaTerdoppio          | 2ª in Serie A1; finale play-off scudetto                                           |
| Bergamo 1991          | dettagli | Bergamo                     | Palazzetto dello sport | -                                                                                  |
| Casalmaggiore         | dettagli | Casalmaggiore               | PalaRadi               | 11ª in Serie A1; ottavi di finale play-off scudetto                                |
| Chieri '76            | dettagli | Chieri                      | PalaMaddalene          | 6ª in Serie A1; quarti di finale play-off scudetto                                 |
| Cuneo Granda          | dettagli | Cuneo                       | PalaCastagnaretta      | 7ª in Serie A1; ottavi di finale play-off scudetto                                 |
| Imoco                 | dettagli | Conegliano                  | PalaVerde              | 1ª in Serie A1; campione d'Italia                                                  |
| Megavolley            | dettagli | Vallefoglia                 | PalaCarneroli          | 1ª in Serie A2 (girone est); 3ª in pool promozione; vincitrice play-off promozione |
| Pro Victoria          | dettagli | Monza                       | Palazzetto dello Sport | 3ª in Serie A1; semifinali play-off scudetto                                       |
| Roma Club             | dettagli | Roma                        | Palazzo dello Sport    | 2ª in Serie A2 (girone ovest); 1ª in pool promozione                               |
| San Casciano          | dettagli | San Casciano in Val di Pesa | PalaWanny              | 9ª in Serie A1; quarti di finale play-off scudetto                                 |
| Savino Del Bene       | dettagli | Scandicci                   | Palazzetto dello Sport | 5ª in Serie A1; semifinali play-off scudetto                                       |
| Trentino Rosa         | dettagli | Trento                      | PalaSanbapolis         | 8ª in Serie A1; ottavi di finale play-off scudetto                                 |
| UYBA                  | dettagli | Busto Arsizio               | PalaPiantanida         | 4ª in Serie A1; quarti di finale play-off scudetto                                 |
| Wealth Planet Perugia | dettagli | Perugia                     | PalaEvangelisti        | 10ª in Serie A1; quarti di finale play-off scudetto                                |

## Torneo

### Regular season

#### Risultati
| Prima giornata |                                    |     |                            |
|                |                                    |     |                            |
| 10-10          | Imoco - Megavolley                 | 3-0 | 25-17, 25-23, 27-25        |
| 09-10          | UYBA - Pro Victoria                | 3-1 | 15-25, 25-21, 25-21, 25-23 |
| 10-10          | Chieri '76 - Wealth Planet Perugia | 3-1 | 25-15, 22-25, 25-19, 25-22 |
| 10-10          | Cuneo Granda - Roma Club           | 0-3 | 20-25, 21-25, 24-26        |
| 10-10          | AGIL - San Casciano                | 3-0 | 25-22, 25-22, 25-19        |
| 10-10          | Casalmaggiore - Savino Del Bene    | 3-0 | 25-22, 25-23, 27-25        |
| 10-10          | Bergamo 1991 - Trentino Rosa       | 1-3 | 25-23, 23-25, 18-25, 18-25 |

| Seconda giornata |                                      |     |                                  |
|                  |                                      |     |                                  |
| 17-10            | AGIL - Casalmaggiore                 | 3-0 | 25-18, 25-21, 25-11              |
| 17-10            | Pro Victoria - Chieri '76            | 3-1 | 25-27, 25-15, 25-20, 25-13       |
| 16-10            | Savino Del Bene - Bergamo 1991       | 3-1 | 25-15, 26-24, 20-25, 25-15       |
| 17-10            | Trentino Rosa - Cuneo Granda         | 2-3 | 16-25, 25-17, 21-25, 16-25, 4-15 |
| 17-10            | Wealth Planet Perugia - San Casciano | 1-3 | 26-24, 21-25, 21-25, 23-25       |
| 17-10            | Roma Club - Imoco                    | 0-3 | 21-25, 15-25, 24-26              |
| 17-10            | Megavolley - UYBA                    | 1-3 | 17-25, 25-20, 20-25, 18-25       |

| Terza giornata |                                |     |                            |
|                |                                |     |                            |
| 21-10          | Imoco - AGIL                   | 3-0 | 25-22, 30-28, 25-23        |
| 20-10          | UYBA - Wealth Planet Perugia   | 3-0 | 25-21, 25-15, 25-19        |
| 20-10          | San Casciano - Trentino Rosa   | 3-1 | 25-13, 17-25, 25-16, 25-19 |
| 20-10          | Cuneo Granda - Savino Del Bene | 0-3 | 24-26, 23-25, 21-25        |
| 20-10          | Roma Club - Casalmaggiore      | 1-3 | 24-26, 18-25, 25-23, 21-25 |
| 20-10          | Megavolley - Chieri '76        | 3-1 | 25-23, 16-25, 25-23, 25-17 |
| 20-10          | Bergamo 1991 - Pro Victoria    | 0-3 | 21-25, 23-25, 15-25        |

| Quarta giornata |                                   |     |                                  |
|                 |                                   |     |                                  |
| 24-10           | Pro Victoria - AGIL               | 2-3 | 35-33, 22-25, 18-25, 25-20, 4-15 |
| 24-10           | Chieri '76 - UYBA                 | 3-0 | 25-20, 25-19, 26-24              |
| 24-10           | Savino Del Bene - Trentino Rosa   | 3-0 | 25-22, 25-20, 25-19              |
| 23-10           | San Casciano - Cuneo Granda       | 3-1 | 23-25, 25-16, 25-23, 25-18       |
| 23-10           | Wealth Planet Perugia - Roma Club | 3-0 | 25-19, 26-24, 25-22              |
| 24-10           | Casalmaggiore - Imoco             | 0-3 | 15-25, 23-25, 23-25              |
| 24-10           | Bergamo 1991 - Megavolley         | 3-1 | 27-25, 25-19, 22-25, 25-16       |

| Quinta giornata |                              |     |                                   |
|                 |                              |     |                                   |
| 31-10           | AGIL - Wealth Planet Perugia | 3-0 | 25-22, 25-22, 25-15               |
| 30-10           | Pro Victoria - Imoco         | 2-3 | 25-14, 20-25, 27-25, 20-25, 13-15 |
| 31-10           | UYBA - Savino Del Bene       | 2-3 | 21-25, 25-23, 25-16, 18-25, 12-15 |
| 30-10           | Trentino Rosa - Chieri '76   | 1-3 | 32-30, 19-25, 22-25, 13-25        |
| 31-10           | Casalmaggiore - Bergamo 1991 | 0-3 | 20-25, 15-25, 22-25               |
| 01-11           | Roma Club - San Casciano     | 3-1 | 19-25, 25-23, 25-20, 25-17        |
| 31-10           | Cuneo Granda - Megavolley    | 3-0 | 25-21, 25-18, 25-23               |

| Sesta giornata |                                      |     |                                   |
|                |                                      |     |                                   |
| 06-11          | Imoco - UYBA                         | 3-2 | 25-21, 20-25, 21-25, 25-23, 15-11 |
| 07-11          | AGIL - Cuneo Granda                  | 3-1 | 26-24, 25-14, 22-25, 25-22        |
| 07-11          | Savino Del Bene - Pro Victoria       | 1-3 | 14-25, 25-14, 24-26, 18-25        |
| 06-11          | Chieri '76 - Roma Club               | 3-0 | 25-20, 25-20, 25-17               |
| 06-11          | San Casciano - Casalmaggiore         | 3-0 | 25-17, 25-18, 27-25               |
| 06-11          | Wealth Planet Perugia - Bergamo 1991 | 2-3 | 23-25, 25-20, 25-21, 22-25, 6-15  |
| 07-11          | Megavolley - Trentino Rosa           | 3-2 | 17-25, 18-25, 27-25, 25-16, 23-21 |

| Settima giornata |                                       |     |                                  |
|                  |                                       |     |                                  |
| 14-11            | UYBA - San Casciano                   | 3-0 | 25-21, 25-20, 25-20              |
| 14-11            | Savino Del Bene - Chieri '76          | 3-1 | 26-24, 25-20, 18-25, 25-16       |
| 14-11            | Cuneo Granda - Imoco                  | 2-3 | 25-22, 15-25, 25-20, 18-25, 8-15 |
| 13-11            | Trentino Rosa - Wealth Planet Perugia | 0-3 | 18-25, 21-25, 19-25              |
| 13-11            | Casalmaggiore - Megavolley            | 3-0 | 25-23, 25-22, 25-22              |
| 14-11            | Roma Club - Pro Victoria              | 0-3 | 22-25, 18-25, 22-25              |
| 14-11            | Bergamo 1991 - AGIL                   | 0-3 | 15-25, 18-25, 20-25              |

| Ottava giornata |                                         |     |                                   |
|                 |                                         |     |                                   |
| 21-11           | Imoco - Trentino Rosa                   | 3-0 | 25-13, 25-11, 25-20               |
| 21-11           | AGIL - Roma Club                        | 3-0 | 25-23, 25-22, 25-18               |
| 20-11           | Pro Victoria - Casalmaggiore            | 3-0 | 25-20, 25-17, 25-18               |
| 21-11           | Chieri '76 - Cuneo Granda               | 3-2 | 25-18, 14-25, 25-22, 23-25, 15-11 |
| 21-11           | San Casciano - Megavolley               | 3-2 | 15-25, 21-25, 25-13, 26-24, 15-11 |
| 21-11           | Wealth Planet Perugia - Savino Del Bene | 0-3 | 21-25, 22-25, 22-25               |
| 21-11           | Bergamo 1991 - UYBA                     | 1-3 | 25-22, 20-25, 23-25, 15-25        |

| Nona giornata |                                    |     |                                   |
|               |                                    |     |                                   |
| 28-11         | UYBA - AGIL                        | 2-3 | 19-25, 25-21, 25-11, 23-25, 13-15 |
| 28-11         | Savino Del Bene - Imoco            | 1-3 | 25-23, 24-26, 19-25, 21-25        |
| 28-11         | Chieri '76 - San Casciano          | 3-2 | 25-19, 25-21, 19-25, 23-25, 15-8  |
| 28-11         | Cuneo Granda - Pro Victoria        | 2-3 | 25-23, 19-25, 11-25, 25-22, 12-15 |
| 28-11         | Trentino Rosa - Casalmaggiore      | 0-3 | 20-25, 16-25, 21-25               |
| 27-11         | Roma Club - Bergamo 1991           | 3-2 | 20-25, 25-14, 14-25, 25-14, 15-13 |
| 28-11         | Megavolley - Wealth Planet Perugia | 3-1 | 22-25, 25-22, 25-22, 25-21        |

| Decima giornata |                               |     |                                   |
|                 |                               |     |                                   |
| 04-12           | Imoco - Wealth Planet Perugia | 3-0 | 25-13, 25-23, 25-13               |
| 04-12           | AGIL - Megavolley             | 3-0 | 27-25, 25-16, 25-17               |
| 05-12           | Pro Victoria - San Casciano   | 3-0 | 25-18, 25-22, 25-17               |
| 05-12           | Trentino Rosa - UYBA          | 2-3 | 25-18, 25-16, 16-25, 16-25, 11-15 |
| 05-12           | Casalmaggiore - Cuneo Granda  | 1-3 | 24-26, 26-24, 17-25, 23-25        |
| 05-12           | Roma Club - Savino Del Bene   | 1-3 | 21-25, 23-25, 25-18, 27-29        |
| 04-12           | Bergamo 1991 - Chieri '76     | 1-3 | 25-23, 20-25, 29-31, 19-25        |

| Undicesima giornata |                                      |     |                            |
|                     |                                      |     |                            |
| 12-12               | AGIL - Trentino Rosa                 | 3-0 | 25-16, 25-19, 25-13        |
| 12-12               | UYBA - Roma Club                     | 3-0 | 25-22, 25-17, 25-23        |
| 12-12               | Chieri '76 - Casalmaggiore           | 3-0 | 25-21, 25-16, 25-22        |
| 12-12               | Cuneo Granda - Bergamo 1991          | 3-0 | 25-19, 25-21, 25-19        |
| 20-03               | San Casciano - Imoco                 | 1-3 | 25-19, 19-25, 21-25, 16-25 |
| 13-12               | Wealth Planet Perugia - Pro Victoria | 1-3 | 30-28, 17-25, 26-28, 14-25 |
| 11-12               | Megavolley - Savino Del Bene         | 0-3 | 21-25, 16-25, 14-25        |

| Dodicesima giornata |                                      |     |                                   |
|                     |                                      |     |                                   |
| 19-12               | Savino Del Bene - AGIL               | 3-0 | 25-17, 25-21, 25-22               |
| 10-11               | Chieri '76 - Imoco                   | 0-3 | 22-25, 22-25, 22-25               |
| 18-12               | Cuneo Granda - Wealth Planet Perugia | 3-2 | 22-25, 25-22, 20-25, 25-20, 15-11 |
| 18-12               | Trentino Rosa - Roma Club            | 3-0 | 25-23, 25-15, 25-22               |
| 19-12               | Casalmaggiore - UYBA                 | 1-3 | 14-25, 25-22, 16-25, 19-25        |
| 18-12               | Megavolley - Pro Victoria            | 0-3 | 23-25, 21-25, 22-25               |
| 09-03               | Bergamo 1991 - San Casciano          | 3-2 | 26-24, 25-20, 27-29, 19-25, 16-14 |

| Tredicesima giornata |                                       |     |                                   |
|                      |                                       |     |                                   |
| 23-03                | Imoco - Bergamo 1991                  | 3-1 | 20-25, 25-20, 25-17, 25-22        |
| 23-03                | AGIL - Chieri '76                     | 3-2 | 20-25, 30-28, 25-21, 22-25, 15-12 |
| 25-01                | Pro Victoria - Trentino Rosa          | 3-0 | 25-20, 25-18, 25-19               |
| 16-02                | UYBA - Cuneo Granda                   | 3-0 | 25-23, 25-16, 25-12               |
| 16-02                | San Casciano - Savino Del Bene        | 1-3 | 17-25, 25-20, 17-25, 27-29        |
| 17-03                | Wealth Planet Perugia - Casalmaggiore | 3-0 | 25-22, 25-19, 25-16               |
| 30-03                | Roma Club - Megavolley                | 1-3 | 25-21, 19-25, 22-25, 23-25        |

| Quattordicesima giornata |                                    |     |                                   |
|                          |                                    |     |                                   |
| 23-02                    | Megavolley - Imoco                 | 2-3 | 25-23, 13-25, 19-25, 25-21, 11-15 |
| 09-01                    | Pro Victoria - UYBA                | 3-0 | 25-21, 25-19, 25-16               |
| 09-03                    | Wealth Planet Perugia - Chieri '76 | 1-3 | 20-25, 25-22, 6-25, 17-25         |
| 02-03                    | Roma Club - Cuneo Granda           | 2-3 | 21-25, 26-24, 25-22, 17-25, 14-16 |
| 24-02                    | San Casciano - AGIL                | 1-3 | 19-25, 25-27, 31-29, 22-25        |
| 19-01                    | Savino Del Bene - Casalmaggiore    | 3-0 | 25-20, 25-19, 25-15               |
| 23-02                    | Trentino Rosa - Bergamo 1991       | 3-0 | 25-17, 25-20, 25-16               |

| Quindicesima giornata |                                      |     |                                  |
|                       |                                      |     |                                  |
| 15-01                 | Casalmaggiore - AGIL                 | 0-3 | 18-25, 20-25, 12-25              |
| 23-02                 | Chieri '76 - Pro Victoria            | 0-3 | 23-25, 20-25, 22-25              |
| 16-01                 | Bergamo 1991 - Savino Del Bene       | 1-3 | 25-23, 23-25, 19-25, 14-25       |
| 16-01                 | Cuneo Granda - Trentino Rosa         | 3-2 | 18-25, 25-19, 17-25, 25-19, 15-8 |
| 23-03                 | San Casciano - Wealth Planet Perugia | 3-0 | 26-24, 25-23, 25-18              |
| 16-01                 | Imoco - Roma Club                    | 3-0 | 25-16, 25-21, 25-17              |
| 16-01                 | UYBA - Megavolley                    | 3-0 | 25-16, 25-23, 25-19              |

| Sedicesima giornata |                                |     |                                  |
|                     |                                |     |                                  |
| 03-03               | AGIL - Imoco                   | 3-1 | 25-19, 25-21, 23-25, 25-19       |
| 22-01               | Wealth Planet Perugia - UYBA   | 1-3 | 25-19, 21-25, 18-25, 23-25       |
| 22-01               | Trentino Rosa - San Casciano   | 1-3 | 16-25, 27-29, 25-11, 22-25       |
| 23-01               | Savino Del Bene - Cuneo Granda | 3-2 | 16-25, 22-25, 25-21, 25-19, 15-9 |
| 22-01               | Casalmaggiore - Roma Club      | 2-3 | 25-22, 29-31, 25-18, 19-25, 9-15 |
| 23-01               | Chieri '76 - Megavolley        | 3-0 | 25-19, 25-18, 25-22              |
| 23-01               | Pro Victoria - Bergamo 1991    | 3-1 | 21-25, 25-18, 25-20, 25-19       |

| Diciassettesima giornata |                                   |     |                            |
|                          |                                   |     |                            |
| 09-02                    | AGIL - Pro Victoria               | 3-1 | 20-25, 25-17, 25-14, 25-21 |
| 30-01                    | UYBA - Chieri '76                 | 3-1 | 30-28, 23-25, 25-14, 25-16 |
| 29-01                    | Trentino Rosa - Savino Del Bene   | 0-3 | 20-25, 15-25, 18-25        |
| 29-01                    | Cuneo Granda - San Casciano       | 3-0 | 31-29, 25-13, 26-24        |
| 30-01                    | Roma Club - Wealth Planet Perugia | 1-3 | 25-17, 29-31, 19-25, 22-25 |
| 30-01                    | Imoco - Casalmaggiore             | 3-0 | 25-16, 25-23, 25-18        |
| 30-01                    | Megavolley - Bergamo 1991         | 3-0 | 25-23, 29-27, 25-21        |

| Diciottesima giornata |                              |     |                                   |
|                       |                              |     |                                   |
| 31-03                 | Wealth Planet Perugia - AGIL | 0-3 | 14-25, 17-25, 17-25               |
| 06-02                 | Imoco - Pro Victoria         | 1-3 | 25-23, 20-25, 25-27, 13-25        |
| 06-02                 | Savino Del Bene - UYBA       | 3-0 | 29-27, 25-20, 25-15               |
| 06-02                 | Chieri '76 - Trentino Rosa   | 3-1 | 22-25, 25-22, 25-18, 25-23        |
| 06-02                 | Bergamo 1991 - Casalmaggiore | 2-3 | 25-23, 25-22, 24-26, 22-25, 12-15 |
| 05-02                 | San Casciano - Roma Club     | 2-3 | 25-20, 22-25, 25-21, 21-25, 12-15 |
| 06-02                 | Megavolley - Cuneo Granda    | 0-3 | 20-25, 23-25, 21-25               |

| Diciannovesima giornata |                                      |     |                                   |
|                         |                                      |     |                                   |
| 12-02                   | UYBA - Imoco                         | 0-3 | 21-25, 21-25, 23-25               |
| 12-02                   | Cuneo Granda - AGIL                  | 0-3 | 16-25, 23-25, 19-25               |
| 12-02                   | Pro Victoria - Savino Del Bene       | 3-0 | 25-20, 25-21, 31-29               |
| 13-02                   | Roma Club - Chieri '76               | 3-1 | 26-24, 26-24, 21-25, 25-15        |
| 12-02                   | Casalmaggiore - San Casciano         | 2-3 | 26-24, 25-22, 20-25, 17-25, 10-15 |
| 13-02                   | Bergamo 1991 - Wealth Planet Perugia | 3-1 | 25-23, 25-18, 14-25, 25-18        |
| 13-02                   | Trentino Rosa - Megavolley           | 0-3 | 19-25, 14-25, 19-25               |

| Ventesima giornata |                                       |     |                                   |
|                    |                                       |     |                                   |
| 20-02              | San Casciano - UYBA                   | 1-3 | 21-25, 25-19, 18-25, 24-26        |
| 19-02              | Chieri '76 - Savino Del Bene          | 2-3 | 25-19, 32-34, 20-25, 25-19, 11-15 |
| 20-02              | Imoco - Cuneo Granda                  | 3-1 | 25-23, 25-16, 23-25, 25-23        |
| 19-02              | Wealth Planet Perugia - Trentino Rosa | 3-2 | 22-25, 24-26, 25-20, 25-21, 15-13 |
| 20-02              | Megavolley - Casalmaggiore            | 3-0 | 25-15, 25-20, 25-15               |
| 20-02              | Pro Victoria - Roma Club              | 3-0 | 25-19, 25-21, 25-18               |
| 20-02              | AGIL - Bergamo 1991                   | 3-1 | 25-20, 21-25, 27-25, 25-19        |

| Ventunesima giornata |                                         |     |                                   |
|                      |                                         |     |                                   |
| 27-02                | Trentino Rosa - Imoco                   | 0-3 | 19-25, 18-25, 16-25               |
| 27-02                | Roma Club - AGIL                        | 1-3 | 25-22, 18-25, 21-25, 19-25        |
| 26-02                | Casalmaggiore - Pro Victoria            | 3-2 | 27-25, 26-24, 18-25, 22-25, 15-12 |
| 27-02                | Cuneo Granda - Chieri '76               | 3-2 | 25-18, 22-25, 25-20, 21-25, 16-14 |
| 27-02                | Megavolley - San Casciano               | 1-3 | 25-23, 26-28, 22-25, 13-25        |
| 27-02                | Savino Del Bene - Wealth Planet Perugia | 3-2 | 25-22, 25-23, 23-25, 20-25, 15-9  |
| 27-02                | UYBA - Bergamo 1991                     | 3-1 | 23-25, 25-23, 25-21, 25-17        |

| Ventiduesima giornata |                                    |     |                                   |
|                       |                                    |     |                                   |
| 06-03                 | AGIL - UYBA                        | 3-1 | 25-18, 20-25, 25-18, 25-12        |
| 06-03                 | Imoco - Savino Del Bene            | 3-1 | 20-25, 25-22, 25-21, 25-22        |
| 06-03                 | San Casciano - Chieri '76          | 3-1 | 25-23, 25-18, 19-25, 25-22        |
| 05-03                 | Pro Victoria - Cuneo Granda        | 3-0 | 25-23, 25-21, 25-20               |
| 06-03                 | Casalmaggiore - Trentino Rosa      | 2-3 | 25-18, 25-21, 22-25, 18-25, 10-15 |
| 06-03                 | Bergamo 1991 - Roma Club           | 3-0 | 25-23, 31-29, 25-19               |
| 06-03                 | Wealth Planet Perugia - Megavolley | 3-1 | 25-14, 22-25, 25-18, 25-23        |

| Ventitreesima giornata |                               |     |                                   |
|                        |                               |     |                                   |
| 13-03                  | Wealth Planet Perugia - Imoco | 0-3 | 14-25, 18-25, 18-25               |
| 13-03                  | Megavolley - AGIL             | 1-3 | 26-28, 25-21, 19-25, 23-25        |
| 13-03                  | San Casciano - Pro Victoria   | 3-2 | 26-24, 15-25, 25-22, 23-25, 16-14 |
| 13-03                  | UYBA - Trentino Rosa          | 3-0 | 25-17, 25-22, 25-21               |
| 13-03                  | Cuneo Granda - Casalmaggiore  | 3-0 | 25-15, 25-12, 25-22               |
| 12-03                  | Savino Del Bene - Roma Club   | 3-1 | 25-19, 23-25, 25-22, 25-18        |
| 13-03                  | Chieri '76 - Bergamo 1991     | 3-1 | 26-24, 25-20, 23-25, 25-18        |

| Ventiquattresima giornata |                                      |     |                                   |
|                           |                                      |     |                                   |
| 19-03                     | Trentino Rosa - AGIL                 | 1-3 | 25-23, 13-25, 22-25, 21-25        |
| 19-03                     | Roma Club - UYBA                     | 2-3 | 19-25, 16-25, 25-22, 26-24, 12-15 |
| 20-03                     | Casalmaggiore - Chieri '76           | 1-3 | 16-25, 26-28, 25-21, 23-25        |
| 20-03                     | Bergamo 1991 - Cuneo Granda          | 3-2 | 21-25, 18-25, 27-25, 25-15, 15-12 |
| 01-12                     | Imoco - San Casciano                 | 2-3 | 22-25, 30-28, 25-16, 25-27, 12-15 |
| 20-03                     | Pro Victoria - Wealth Planet Perugia | 3-0 | 25-18, 25-17, 25-18               |
| 20-03                     | Savino Del Bene - Megavolley         | 2-3 | 25-22, 20-25, 25-18, 18-25, 15-17 |

| Venticinquesima giornata |                                      |     |                                   |
|                          |                                      |     |                                   |
| 27-03                    | AGIL - Savino Del Bene               | 0-3 | 17-25, 23-25, 22-25               |
| 27-03                    | Imoco - Chieri '76                   | 3-1 | 25-21, 25-17, 15-25, 25-21        |
| 26-03                    | Wealth Planet Perugia - Cuneo Granda | 1-3 | 25-21, 23-25, 22-25, 24-26        |
| 27-03                    | Roma Club - Trentino Rosa            | 0-3 | 15-25, 21-25, 16-25               |
| 27-03                    | UYBA - Casalmaggiore                 | 2-3 | 24-26, 26-24, 25-18, 15-25, 15-17 |
| 27-03                    | Pro Victoria - Megavolley            | 3-0 | 25-14, 25-21, 25-21               |
| 27-03                    | San Casciano - Bergamo 1991          | 3-1 | 23-25, 31-29, 25-20, 25-23        |

| Ventiseiesima giornata |                                       |     |                                   |
|                        |                                       |     |                                   |
| 02-04                  | Bergamo 1991 - Imoco                  | 0-3 | 13-25, 26-28, 16-25               |
| 02-04                  | Chieri '76 - AGIL                     | 0-3 | 12-25, 19-25, 21-25               |
| 02-04                  | Trentino Rosa - Pro Victoria          | 0-3 | 22-25, 22-25, 27-29               |
| 02-04                  | Cuneo Granda - UYBA                   | 3-2 | 30-28, 24-26, 19-25, 25-22, 15-13 |
| 02-04                  | Savino Del Bene - San Casciano        | 3-1 | 25-20, 23-25, 25-19, 25-20        |
| 02-04                  | Casalmaggiore - Wealth Planet Perugia | 2-3 | 25-21, 15-25, 25-21, 22-25, 16-18 |
| 02-04                  | Megavolley - Roma Club                | 2-3 | 23-25, 25-19, 25-18, 19-25, 12-15 |

#### Classifica
| Pos. | Squadra               | Pt | G  | V  | P  | SV | SP | Ratio | PF    | PS    | Ratio |
| ---- | --------------------- | -- | -- | -- | -- | -- | -- | ----- | ----- | ----- | ----- |
| 1.   | Imoco                 | 66 | 26 | 23 | 3  | 73 | 23 | 3,173 | 2 264 | 1 970 | 1,149 |
| 2.   | AGIL                  | 66 | 26 | 23 | 3  | 69 | 24 | 2,875 | 2 233 | 1 914 | 1,166 |
| 3.   | Pro Victoria          | 63 | 26 | 20 | 6  | 70 | 25 | 2,800 | 2 259 | 1 969 | 1,147 |
| 4.   | Savino Del Bene       | 57 | 26 | 20 | 6  | 65 | 33 | 1,969 | 2 290 | 2 097 | 1,092 |
| 5.   | UYBA                  | 51 | 26 | 16 | 10 | 59 | 42 | 1,404 | 2 278 | 2 139 | 1,064 |
| 6.   | Chieri '76            | 40 | 26 | 13 | 13 | 52 | 50 | 1,040 | 2 308 | 2 258 | 1,022 |
| 7.   | Cuneo Granda          | 38 | 26 | 13 | 13 | 52 | 53 | 0,981 | 2 268 | 2 287 | 0,991 |
| 8.   | San Casciano          | 38 | 26 | 13 | 13 | 51 | 54 | 0,944 | 2 343 | 2 371 | 0,988 |
| 9.   | Megavolley            | 25 | 26 | 8  | 18 | 35 | 61 | 0,573 | 2 055 | 2 213 | 0,928 |
| 10.  | Wealth Planet Perugia | 22 | 26 | 7  | 19 | 35 | 63 | 0,555 | 2 076 | 2 261 | 0,918 |
| 11.  | Casalmaggiore         | 22 | 26 | 7  | 19 | 32 | 64 | 0,500 | 1 976 | 2 240 | 0,882 |
| 12.  | Bergamo 1991          | 20 | 26 | 7  | 19 | 36 | 65 | 0,553 | 2 163 | 2 362 | 0,915 |
| 13.  | Roma Club             | 19 | 26 | 7  | 19 | 31 | 67 | 0,462 | 2 086 | 2 286 | 0,912 |
| 14.  | Trentino Rosa         | 19 | 26 | 5  | 21 | 30 | 66 | 0,454 | 1 951 | 2 183 | 0,893 |

      Qualificata ai play-off scudetto.
      Retrocessa in Serie A2.

### Play-off scudetto

#### Tabellone
|  | Quarti di finale | Quarti di finale | Quarti di finale | Quarti di finale | Quarti di finale |   |       | Semifinali | Semifinali      | Semifinali | Semifinali | Semifinali |   |       | Finale | Finale       | Finale | Finale | Finale | Finale | Finale |
|  |                  |                  |                  |                  |                  |   |       |            |                 |            |            |            |   |       |        |              |        |        |        |        |        |
|  | 1                | Imoco            | 3                | 3                |                  |   |       |            |                 |            |            |            |   |       |        |              |        |        |        |        |        |
|  | 1                | Imoco            | 3                | 3                |                  |   |       |            |                 |            |            |            |   |       |        |              |        |        |        |        |        |
|  | 8                | San Casciano     | 1                | 0                |                  |   |       |            |                 |            |            |            |   |       |        |              |        |        |        |        |        |
|  | 8                | San Casciano     | 1                | 0                |                  | 1 | Imoco | 3          | 3               |            |            |            |   |       |        |              |        |        |        |        |        |
|  |                  |                  |                  |                  |                  | 1 | Imoco | 3          | 3               |            |            |            |   |       |        |              |        |        |        |        |        |
|  |                  |                  |                  |                  |                  |   |       | 4          | Savino Del Bene | 0          | 1          |            |   |       |        |              |        |        |        |        |        |
|  | 4                | Savino Del Bene  | 3                | 3                |                  |   |       | 4          | Savino Del Bene | 0          | 1          |            |   |       |        |              |        |        |        |        |        |
|  | 4                | Savino Del Bene  | 3                | 3                |                  |   |       |            |                 |            |            |            |   |       |        |              |        |        |        |        |        |
|  | 5                | UYBA             | 0                | 0                |                  |   |       |            |                 |            |            |            |   |       |        |              |        |        |        |        |        |
|  | 5                | UYBA             | 0                | 0                |                  |   |       |            |                 |            |            |            | 1 | Imoco | 2      | 3            | 3      | 3      |        |        |        |
|  |                  |                  |                  |                  |                  |   |       |            |                 |            |            |            | 1 | Imoco | 2      | 3            | 3      | 3      |        |        |        |
|  |                  |                  |                  |                  |                  |   |       |            |                 |            |            |            |   |       | 3      | Pro Victoria | 3      | 2      | 0      | 2      |        |
|  | 2                | AGIL             | 3                | 1                | 3                |   |       |            |                 |            |            |            |   |       | 3      | Pro Victoria | 3      | 2      | 0      | 2      |        |
|  | 2                | AGIL             | 3                | 1                | 3                |   |       |            |                 |            |            |            |   |       |        |              |        |        |        |        |        |
|  | 7                | Cuneo Granda     | 0                | 3                | 0                |   |       |            |                 |            |            |            |   |       |        |              |        |        |        |        |        |
|  | 7                | Cuneo Granda     | 0                | 3                | 0                |   | 2     | AGIL       | 3               | 0          | 2          |            |   |       |        |              |        |        |        |        |        |
|  |                  |                  |                  |                  |                  |   | 2     | AGIL       | 3               | 0          | 2          |            |   |       |        |              |        |        |        |        |        |
|  |                  |                  |                  |                  |                  |   |       | 3          | Pro Victoria    | 2          | 3          | 3          |   |       |        |              |        |        |        |        |        |
|  | 3                | Pro Victoria     | 3                | 3                |                  |   |       | 3          | Pro Victoria    | 2          | 3          | 3          |   |       |        |              |        |        |        |        |        |
|  | 3                | Pro Victoria     | 3                | 3                |                  |   |       |            |                 |            |            |            |   |       |        |              |        |        |        |        |        |
|  | 6                | Chieri '76       | 0                | 1                |                  |   |       |            |                 |            |            |            |   |       |        |              |        |        |        |        |        |
|  | 6                | Chieri '76       | 0                | 1                |                  |   |       |            |                 |            |            |            |   |       |        |              |        |        |        |        |        |

#### Risultati

##### Quarti di finale
| Gara 1 |                           |     |                            |
|        |                           |     |                            |
| 09-04  | Imoco - San Casciano      | 3-1 | 22-25, 25-21, 25-21, 25-11 |
| 10-04  | Savino Del Bene - UYBA    | 3-0 | 25-20, 28-26, 25-13        |
| 09-04  | AGIL - Cuneo Granda       | 3-0 | 25-19, 25-17, 25-16        |
| 10-04  | Pro Victoria - Chieri '76 | 3-0 | 25-23, 25-20, 25-13        |

| Gara 2 |                           |     |                            |
|        |                           |     |                            |
| 13-04  | San Casciano - Imoco      | 0-3 | 17-25, 22-25, 23-25        |
| 13-04  | UYBA - Savino Del Bene    | 0-3 | 14-25, 18-25, 15-25        |
| 12-04  | Cuneo Granda - AGIL       | 3-1 | 25-22, 22-25, 25-21, 25-15 |
| 13-04  | Chieri '76 - Pro Victoria | 1-3 | 23-25, 23-25, 25-23, 19-25 |

| Gara 3 |                     |     |                     |
|        |                     |     |                     |
| 16-04  | AGIL - Cuneo Granda | 3-0 | 25-23, 25-12, 25-23 |

##### Semifinali
| Gara 1 |                         |     |                                   |
|        |                         |     |                                   |
| 20-04  | Imoco - Savino Del Bene | 3-0 | 25-23, 25-21, 25-21               |
| 21-04  | AGIL - Pro Victoria     | 3-2 | 25-22, 25-18, 29-31, 20-25, 15-12 |

| Gara 2 |                         |     |                            |
|        |                         |     |                            |
| 23-04  | Savino Del Bene - Imoco | 1-3 | 25-22, 22-25, 11-25, 21-25 |
| 24-04  | Pro Victoria - AGIL     | 3-0 | 29-27, 25-17, 26-24        |

| Gara 3 |                     |     |                                   |
|        |                     |     |                                   |
| 27-04  | AGIL - Pro Victoria | 2-3 | 26-24, 25-21, 22-25, 23-25, 12-15 |

##### Finale
| Gara 1 |                      |     |                                   |
|        |                      |     |                                   |
| 30-04  | Imoco - Pro Victoria | 2-3 | 23-25, 25-15, 25-19, 16-25, 13-15 |

| Gara 2 |                      |     |                                   |
|        |                      |     |                                   |
| 03-05  | Pro Victoria - Imoco | 2-3 | 25-23, 25-23, 16-25, 20-25, 10-15 |

| Gara 3 |                      |     |                     |
|        |                      |     |                     |
| 07-05  | Imoco - Pro Victoria | 3-0 | 25-23, 25-12, 25-22 |

| Gara 4 |                      |     |                                  |
|        |                      |     |                                  |
| 10-05  | Pro Victoria - Imoco | 2-3 | 20-25, 25-23, 21-25, 25-21, 8-15 |

## Verdetti
| Squadra         | Qualificazione           |
| --------------- | ------------------------ |
| AGIL            | Champions League 2022-23 |
| Imoco           | Champions League 2022-23 |
| Pro Victoria    | Champions League 2022-23 |
| Savino Del Bene | Coppa CEV 2022-23        |
| UYBA            | Challenge Cup 2022-23    |
| Chieri '76      | WEVZA Cup 2022           |
| Roma Club       | Serie A2 2022-23         |
| Trentino Rosa   | Serie A2 2022-23         |

## Statistiche
| Rendimento individuale | Rendimento individuale | Rendimento individuale | Rendimento individuale |
| Pos.                   | Nome                   | Punti                  | Squadra                |
| ---------------------- | ---------------------- | ---------------------- | ---------------------- |
| 1                      | Paola Egonu            | 763                    | Imoco                  |
| 2                      | Ebrar Karakurt         | 562                    | AGIL                   |
| 3                      | Sylvia Nwakalor        | 553                    | San Casciano           |
| 4                      | Camilla Mingardi       | 549                    | UYBA                   |
| 5                      | Kaja Grobelna          | 483                    | Chieri '76             |
| 6                      | Khalia Lanier          | 465                    | Bergamo 1991           |
| 7                      | Alexa Gray             | 453                    | UYBA                   |
| 8                      | Lucille Gicquel        | 442                    | Cuneo Granda           |
| 9                      | Hanna Klimec           | 396                    | Roma Club              |
| 10                     | Magdalena Stysiak      | 395                    | Pro Victoria           |

| Attacchi vincenti | Attacchi vincenti | Attacchi vincenti | Attacchi vincenti |
| Pos.              | Nome              | Punti             | Squadra           |
| ----------------- | ----------------- | ----------------- | ----------------- |
| 1                 | Paola Egonu       | 665               | Imoco             |
| 2                 | Camilla Mingardi  | 502               | UYBA              |
| 3                 | Sylvia Nwakalor   | 499               | San Casciano      |
| 4                 | Ebrar Karakurt    | 480               | AGIL              |
| 5                 | Alexa Gray        | 421               | UYBA              |
| 5                 | Kaja Grobelna     | 421               | Chieri '76        |
| 7                 | Khalia Lanier     | 417               | Bergamo 1991      |
| 8                 | Lucille Gicquel   | 358               | Cuneo Granda      |
| 9                 | Lena Stigrot      | 348               | Roma Club         |
| 10                | Hanna Klimec      | 344               | Roma Club         |

| Muri vincenti | Muri vincenti      | Muri vincenti | Muri vincenti   |
| Pos.          | Nome               | Punti         | Squadra         |
| ------------- | ------------------ | ------------- | --------------- |
| 1             | Anna Danesi        | 104           | Pro Victoria    |
| 2             | Jovana Stevanović  | 74            | UYBA            |
| 3             | Haleigh Washington | 73            | AGIL            |
| 4             | Sara Alberti       | 72            | Savino Del Bene |
| 5             | Veronika Trnková   | 68            | Roma Club       |
| 5             | Alessia Mazzaro    | 68            | Chieri '76      |
| 5             | Federica Squarcini | 68            | Cuneo Granda    |
| 8             | Rossella Olivotto  | 65            | UYBA            |
| 8             | Yvon Beliën        | 65            | San Casciano    |
| 10            | Robin De Kruijf    | 64            | Imoco           |

| Battute vincenti | Battute vincenti    | Battute vincenti | Battute vincenti |
| Pos.             | Nome                | Punti            | Squadra          |
| ---------------- | ------------------- | ---------------- | ---------------- |
| 1                | Micha Hancock       | 51               | AGIL             |
| 2                | Paola Egonu         | 49               | Imoco            |
| 3                | Ekaterina Antropova | 47               | Savino Del Bene  |
| 4                | Federica Squarcini  | 39               | Cuneo Granda     |
| 5                | Ebrar Karakurt      | 38               | AGIL             |
| 6                | Lucille Gicquel     | 31               | Cuneo Granda     |
| 7                | Vittoria Piani      | 30               | Trentino Rosa    |
| 7                | Sof'ja Kuznecova    | 30               | Cuneo Granda     |
| 9                | Jessica Rivero      | 28               | Trentino Rosa    |
| 10               | Kaja Grobelna       | 27               | Chieri '76       |